# Luciocephalus aura
Щукоголов аура (Luciocephalus aura) — тропічний прісноводний риб з родини осфронемових (Osphronemidae).
Видова назва походить від латинського aura, що означає світитися, натяк на зелені плями, що сяють на тілі.
Luciocephalus aura відомий лише з лісових прісноводних боліт у середній течії Батанґгарі в індонезійській провінції Джамбі (центральна Суматра).
Максимальна стандартна (без хвостового плавця) довжина 10,5 см. Тіло струнке, голова становить майже половину стандартної довжини. Морда гостра й довга.
Формула плавців: D 11-12, A 0/18-21, V I/5, P 16-17. Спинний плавець видовжений і закруглений, розташований у задній частині тіла, ближче до хвоста. Анальний плавець вдвічі ширший за спинний, має глибокий виріз в районі шостого-восьмого променів. Хвостовий та грудні плавці округлі. Перший промінь черевних плавців ниткоподібний і приблизно вдвічі довший за решту променів.
Плавальний міхур відсутній, є лабіринтовий орган. Хребців 38-40. У бічній лінії 43 луски.
Широка темно-коричнева смуга проходить уздовж всього тіла. Вона поділяє рибу навпіл і вкрита численними переливчастими зеленими плямами. Верхня частина тіла має сіре забарвлення, черево — біле. Хвостовий плавець коричневий з переливчастими золотавими вертикальними смугами. Подовжений промінь черевних плавців і передня частина спинного плавця також коричневі. Решта плавців прозорі.
Майже відразу після свого відкриття вид з'явився в акваріумній торгівлі.

## Відео
- Luciocephalus aura by fishopolis88
- What A Big Mouth You Have… fishopolis88
- Peppermint pikehead group by Marble Goby
- Luciocephalus aura (Peppermint Pikehead), a paternal mouthbrooder from Sumatra, Indonesia by AquaticsPantaRhei
- Luciocephalus aura Pre-spawning Behaviour  by fishopolis88
- Luciocephalus aura spawning by JustAnotherUser